# Urugvaj
Urugvaj, službeni naziv Istočna Republika Urugvaj  (špa. República Oriental del Uruguay) država je na jugoistoku Južne Amerike, smještena između Brazila na sjeveroistoku i Argentine na zapadu te je smješten na obali Atlantskog oceana i estuariju Rio de la Plata. Jedna je od politički i gospodarski najstabilnijih država Južne Amerike. U Urugvaju živi 3,3 milijuna ljudi, od kojih 1,8 milijuna u gradskom području glavnog i najvećeg grada, Montevidea. S površinom od oko 176.000 km², Urugvaj je zemljopisno druga najmanja zemlja u Južnoj Americi, nakon Surinama.
Prije dolaska Portugalaca na području Urugvaja živjelo je pleme Charrúa. Nakon dolaska Portugalaca osnovana je Colonia del Sacramento, jedno od najstarijih europskih naselja u zemlji. Sam Montevideo je osnovan kao vojno uporište Španjolaca u ranom 18. stoljeću. Urugvaj je stekao svoju nezavisnost između 1811. i 1828. godine. Današnji Urugvaj je demokratska ustavna republika, s predsjednikom koji je ujedno i predsjednik Republike i vlade.
Urugvaj zauzima prvo mjesto u Latinskoj Americi po demokraciji, blagostanju, nedostatku korupcije, e-vladi, a jednako tako prvi u Južnoj Americi, kada su u pitanju slobode medija, veličina srednje klase i prosperitet. Također Urugvaj pridonosi najviše vojnika UN-ovim mirovnim misijama od bilo koje druge južnoameričke zemlje. Druga je zemlja u regiji po pitanju gospodarske slobode, jednakosti dohotka, dohotka po stanovniku i priljeva izravnih stranih ulaganja. Urugvaj je treća najbolja zemlja na kontinentu u smislu HDI-a, rasta BDP-a, inovacija i infrastrukture.
Britanski časopis The Economist, jedna od najcjenjenijih publikacija na području ekonomije, proglasila je 2013. godine Urugvaj "državom svijeta godine". Časopis je odabrao Urugvaj iz više razloga među kojima su legalizacija korištenja marihuane i kanabisa u medicinske svrhe (liječenje) kao prva zemlja svijeta, legalizacije pobačaja i sklapanja homoseksualnih brakova te značajnog napretka u promicanju ljudskih prava i prava žena. Zbog izražene i dugotrajne dominacije političke ljevice, koju predstavljaju stranke Široki front i Colorado, Urugvaj se često naziva i "rajem ili obećanom zemljom za ljevičare".

## Etimologija
Ime "Urugvaj" dolazi iz jezika domorodačkog stanovništva Guaraní, a znači "rijeka obojanih ptica".
U vrijeme španjolskog kolonijalnog doba, a i neko vrijeme nakon toga, Urugvaj i neka susjedna područja nazivani su Cisplatina i Banda Oriental. Narednih nekoliko godina područje je nazivano i "Istočna obala", a nakon osamostaljenja je u konačnici postalo República Oriental del Uruguay, u prijevodu Istočna Republika Urugvaj ili Orijentalna Republika Urugvaj.

## Povijest

### Kolonizacija
Prvi Europljani stigli su na područje današnjeg Urugvaja u ranom 16. stoljeću. Bili su to Portugalci, koji su na urugvajsko tlo prvi put stupili 1512. godine. Predstavnici Španjolskog kolonijalnog carstva (konkvistadori) došli u Urugvaj četiri godine poslije Portugalaca, dakle 1516. godine. I Španjolska i Portugal pokušali su kolonizirati zemlju, a konačnu su pobjedu odnijeli Španjolci. Iako su se domorodačka plemena dugo odupirala kolonizaciji, Španjolci su zahvaljujući potkupljivanju poglavica zlatom, srebrom i nakitom, te jamstvom o novom životu, uspjeli izazvati izdaju i kaos među domorodcima, koji su na kraju bili teško poraženi i odvedeni u roblje. Prvo stalno španjolsko naselje osnovano je 1624. pod imenom Soriano na rijeci Río Negro. Prvo portugalsko naselje bila je Colonia del Sacramento, građena od 1669. do 1671. godine. Budući glavni grad Montevideo osnovan je početkom 18. stoljeća i ubrzo je postao rival Buenos Airesu preko Rio de la Plate. Ipak, u španjolskom kolonijalnom sustavu Montevideu je pripala više vojna, a Buenos Airesu trgovačka uloga. Iako je područje La Plate bilo uglavnom pod španjolskom kontrolom, jedan dio posjedovali su Britanci i Portugalci, te Nizozemci kao trgovački posrednici. Od veljače do prosinca 1807. Britanci su vršili okupaciju na Montevideo kao dio Napoleonskih ratova.

### Borba za neovisnost
U ranom 19. stoljeću diljem Južne Amerike, pa tako i u Urugvaju (zvanom tada i Banda Oriental, "Istočna obala") nastali su oslobodilački pokreti. Urugvajski teritorij bio je predmetom spora novonastalih država Brazila i Argentine. Urugvajski nacionalni junak, José Gervasio Artigas, zapoečo je 1811. oslobodilačku revoluciju protiv španjolskog kolonijalnog uređenja porazivši sa svojom paravojskom seljaka, obrtnika i trgovaca španjolske kolonijalne trupe u Bitci kod Las Piedrasa 18. svibnja 1811. Mnogi povjesničari smatraju da je upravo pobjeda kod ove bitke uspjela oživjeti revoluciju i otpor protiv kolonijalista, te je uvelike utjecala i na poraze Španjolaca u Brazilu i Paragvaju. U znak sjećanja na važnu pobjedu, 18. svibnja danas je službeni državni praznik u Urugvaju.
Prilikom zasjedanja španjolskog kolonijalnog sabora u Buenos Airesu 1813. godine, Artigas je Španjolcima ponudio ostanak Urugvaja kao dijela Carstva ako sam Urugvaj dobije autonomiju i pravo na vlastitu vlast i administrativnu podjelu. Također, predlagao je da autonomija ima demokratski i federalistički sustav upravljanja, ali Španjolci su odbili oba prijedloga i nametnuli unitarizam i centralizam na području cijelog Urugvaja. Takav razvoj situacije još je više razbijesnio revolucionare, koji su nastavili s manjim napadima na španjolske željezničke postaje i pruge, lokalne vojarne i puškarnice te mjesta pod izravnom upravom kolonizatora.
U znak osvete, Artigas je napustio Buenos Aires i sa svojom vojskom 1815. godine osvojio Montevideo. Osim Artigasa grad je napala i nacionalistički orijentirana Banda Oriental, koja je na područje grada uspostavila prvu autonomiju. Iako se nisu slagali u svim stavovima, Banda je surađivala s Artigasom i dijelom pomogla u ostvarivanju neovisnosti. Na osvojenom područje Artigas je osnovao Federalnu ligu, koja je kasnije potpala pod upravu današnje Argentine.
1816. godine, vojska od 10.000 portugalskih vojnika izvršila je invaziju na područje Bande Oriental iz smjera Brazila. Iako su Urugvajci gotovo godinu dana odolijevali, početkom 1817. godine Portugalci su probili obrambenu liniju jugoistoku zemlje i u siječnju iste godine osvojili Montevideo. Nakon četiri mjeseca pružanja otpora, Portugalci su ostvarili kontrolu nad cijelim gradom i područje Montevidea aneksijom pridružili Portugalskom Brazilu i osnovali provinciju "Cisplatina". Kada se Brazil oslobodio portugalske kolonijalne vlasti, 1821. je priključio područje pokrajine pod imenom Provincia Cisplatina, ali nakon pobune 25. kolovoza 1825. i 500-dnevnog Cisplatinskog rata, Urugvaj je izvojevao neovisnost potvrđenu ugovorom u Montevideu 1828. Prva zakonska konstitucija vlasti potvrđena je i otvorena za rad 18. srpnja 1830. godine.

### Početci života nakon neovisnosti

#### Urugvajski građanski rat
Domorodačko stanovništvo Indijanaca Charrúa je tijekom tri stoljeća kolonizacije desetkovano, a taj je proces kulminaciju doživio 11. travnja 1831. u masakru kod Salsipuedesa kojeg je vodio general Fructuoso Rivera, prvi predsjednik Urugvaja. Posije tog datuma preostali Charrúe su raspršeni i njihova je kultura prestala postojati, iako charrúanska krv još uvijek teče žilama mnogih Urugvajaca kao rezultat miješanja španjolskog i indijanskog stanovništva u kolonijalno doba. Četiri pripadnika naroda Charrúa – Senaqué, zatim vođa Vaimaca Pirú, ratnik Tacuabé i njegova žena Guyunusa – odvedeni su 1833. u Pariz i tamo pokazivani kao cirkuska atrakcija. Ropstvo je ukinuto 1846. godine.
U vrijeme stjecanja neovisnosti, Urugvaj je imao sam 75.000 stanovnika. Razdoblje od 1830., kada je postignuta urugvajska neovisnost, do 1904. godine ostalo je obilježeno mnogim unutarnjim vojnim previranjima i pokušajima nasilnog preziranja vlasti. Politička scena u Urugvaju bila je podijeljena između dvije vladajuće stranke: konzervatistički orijentirane Narodne stranke (Blancosa) pod vodstvom predsjednika  Manuela Oribe, koja se zalagala za agrarnu reformu i gospodarske državne interese te liberalna stranka Colorado (Crvenaši) pod vodstvom prvog predsjednika Urugvaja Fructosa Rivere, koja se zalagala za trgovačke interese i centralizaciju države s Montevideom kao glavnim gradom. Takve stavove podupirala je i skupina komunista, koja će 1920. godine osnovati Komunističku partiju Urugvaja.
Pripadnici stranke Colorado surađivali su s argentinskim liberalcima Unitarosima u progonstvu, a mnogi od njih su i sudjelovali u građanskom ratu kako bi pomogli nametnuti liberalizam i unitarizam u Urugvaju. S druge strane konzervatistički vođa Manuel Oribe bio je vrlo usko povezan s tada vladajućim argentinskim vladarom Manuelom de Rosasom. 15. lipnja 1838. vojska liberala pod Riverinim vodstvom je svrgnula predsjednika Oribu, koji je pobjegao u Argentinu. Ohrabren tom pobjedom, Rivera je proglasio rat Rosasu 1839. godine. Sukob koji je sljedećih 13 godina potresao političku i ekonomsku stabilnost Urugvaja, prozvan je Urugvajskim građanskim ratom ili "Velikim ratom".
1843. godine je argentinska vojska uz pomoć prognanog Manuela Oribe, pokušala osvojiti Montevideo i povratiti demokraciju, ali nije uspjela u svom naumu. Tako je započela devetogodišnja opsada Montevidea, koja je ostala jednim od najpoznatijih vojnih događaja iz "Velikog rata". Urugvajci, izmoreni i ekonomski iscrpljeni od rata, željeli su što prije skončati sukob, te su u pomoć pozvali francuske i talijanske jedinice, koje je vodio Giuseppe Garibaldi.

#### Paragvajski rat
Tijekom 1845. godine često su u Urugvaju vojno intervenirali Britanci i Francuzi, kada se god to pokazalo potrebnim da se zaustavi međunarodni sukob. 1865. godine formiran je Trojni savez između Brazila, Argentine i Urugvaja s predsjednikom Venanciom Floresom. Savez je ubrzo nakon sklapanja ugovora o suradnji proglasio rat paragvajskom predsjedniku Franciscu Sloanu Lópezu, što je rezultiralo početkom Paragvajskog rata, zvanog i "Ratom Trojnog saveza" te "Velikim ratom".
Paragvajci su bili odani Lópezu i ratnom naporu, što je rezultiralo njihovom borbom do krajnjih granica. Rat je potpuno uništio Paragvaj; smanjio se broj stanovništva za otprilike 525.000 od čega oko 28.000 muškaraca. Tijekom sukoba Paragvajci nisu patili samo zbog rata nego i zbog neishranjenosti, bolesti i Lópezove diktature pod kojom su brojni mučeni i ubijeni. Argentina i Brazil su anektirali oko 140.000 četvornih kilometara paragvajskog teritorija; Argentina je uzela velik dio regije Misiones i dio Chaca između rijeka Bermejo i Pilcomayo; Brazil je za osvojeni teritorij povećao svoju provinciju Mato Grosso. Obje su zemlje zahtijevale veliku odštetu (koja nikad nije plaćena) i okupirale Paragvaj do 1876. godine. Za razliku, od njih Urugvaj nije tražio nikakve teritorije, a i Coloradosi su se pred kraj rata počeli povlačiti shvaćajući da su izgubili previše ljudi za tuđe interese (oko 5.000 vojnika je poginula, a preživjelo svega oko 580).

### Novija povijest

#### Početak 20. stoljeća
Početkom 20. stoljeća došlo je u zemlji do stanovitoga smirenja i konsolidacije, a za vrijeme predsjednika Joséa Batllea y Ordóñeza Urugvaj je postao napredna država sa složenim sustavom socijalne zaštite. Zbog naprednog socijalnog sustava i stabilne demokracije Urugvaj je dobio nadimak "Švicarska Latinske Amerike". Ordóñez je za predsjednika izabran 1903. godine. Sami početak njegova mandata obilježila je osmomjesečna vojna borba s pripadnicima Blancosa, koji su nezadovoljstvo protiv novoizabranog predsjednika započeli nakon što je njihov vođa,  Aparicio Saravia, ubijen u jednoj od bitaka. Vladine snage odnijele su pobjedu u kratkotrajnom građanskom ratu, te vratio politički sustav iz 1872. godine.  Ordóñez je bio biran dva puta (1903. – 1907. i 1911. – 1915.), tijekom kojih je učinio veliki napredak u gospodarskom razvitku zemlje i okretanjem prema budućnosti nakon Rata za neovisnost, građanskog rata i niza manjih sukoba koji su bili ekonomski iscrpili državu.

#### Nemirne 1930-te
U ožujku 1931. predsjednik je postao Gabriel Terra, koji se u svom inauguracijskom govoru posebno osvrnuo na stanje u državi nakon Velike gospodarske krize. Tijekom Velike krize, ni Urugvaj nije bio pošteđen. Mnogi su državni službenici, tajnici, odvjetnici i sudci ostali bez posla bez otpremnine niti ikakva sredstva za život. Takvo stanje rezultiralo je kaosom u državi, u kojem je policija više puta intervenirala silom pa i prisilnim ubojstvima.  Terra je 1934. godine proveo coup d'état, odnosno državni udar, smijenivši Senat i Urugvajski parlament. Ubrzo je iste godine potvrdio i novu raspodjelu mandata i novu vladajuću konstituciju, te si produžio predsjednički mandat. Terra je proveo određene socijalne reforme i oživio trgovinu, ali nedovoljno da bi se Urugvaj izvukao iz posljedica Velike depresije.
Na predsjedničkim izborima 1938. je za predsjednika bio izabran general Alfredo Baldomir, bliski Terrin suradnik. Pod pritiskom demokratski orijentirane Narodne stranke, Baldomir je raspisao i službene i slobodne parlamentarne izbore, na kojima su svi punoljetni građani Urugvaja imali pravo glasa. Izbore su smjeli pratiti i mediji (novine, časopisi i radio), pa su to bili i prvi izbori sa slobodom medija. Odabrane zastupnike, potvrdio je i sam predsjednik te je demokratski izabran Parlament mogao početi s radom. Iako se 1939. godine Baldomir izjasnio neutralnim u Drugom svjetskom ratu, britanski i njemački (Admiral Graf von Spee) bojni brodovi vodili su pomorsku bitku kod La Plate, u kojoj je pobjedu odnijela Britanska mornarica. No, ključno je to što se cijela bitka odvijala poprilično blizu urugvajske obale, na području urugvajskog teritorijalnog mora, čime su se narušila pravila međunarodnog pomorskog ratovanja.

#### Razdoblje od 1945. do 1984.
Urugvajsko se gospodarstvo temelji na izvozu poljoprivrednih proizvoda. Dva su svjetska rata donijela zemlji blagostanje zbog povećanog izvoza žitarica i govedine u, ratom opustošene, europske zemlje. Nakon Drugog svjetskog rata svjetske cijene prehrambenih proizvoda naglo su pale što je prouzročilo velike probleme urugvajskoj privredi. U 1960-ima se počeo raspadati sustav socijalne zaštite. Vlada je izgubila potporu javnosti, osobito studenata, radnika i obitelji niže socioekonomske klase koji su najjače osjetili posljedice prilagodbe na marginalizaciju poljoprivrede u svjetskom gospodarstvu. Na krizu je nasiljem odgovorila radikalno lijeva skupina Tupamaros što je potaklo vladu da pojača represivne mjere, uključujući i ukidanje osobnih prava pod predsjednicima Jorgeom Pachecom Arecom i njegovim nasljednikom Juanom Maríom Bordaberryjem. Na koncu je 1973. vlast u zemlji preuzela vojska državnim udarom, čime je započelo jedanaestogodišnje razdoblje diktature u nekoć najstabilnijoj demokraciji na kontinentu. Demokracija je ponovno uspostavljena 1984. izborom Julia Maríe Sanguinettija za predsjednika.

#### Povratak demokracije (1984. – danas)
Na ustavnom referendumu 1980. godine odbijeno je političko preslagivanje na čelu s vojnom huntom, što je zadalo težak udarac diktaturi. Slijedeći ishod referenduma i poštujući tadašnje javno mijenje, oružane snage su počele s demokratizacijom društva i ublažavanjem diktature. Njezino potpuno ukidanje dogodilo se organiziranjem demokratskih općih izbora 1984. godine. Na izborima je pobijedio Julio María Sanguinetti, vođa stranke Colorado, koja je osvojila petogodišnji predsjednički mandat i osigurala parlamentarnu većinu. Ubrzo nakon izbora Sanguinetti je raspustio sve vojničke jedinice i smijenio sve lokalne čelnike povezane s diktaturom vodeći se idejom provođenja lustracije.
Na općim izborima 1989. godine pobijedila je domoljubne orijentirana Narodna stranka na čelu s novoizabranim predsjednikom Luisom Albertom Lacallom. Nakon parlamentarnih i predsjedničkih izbora 1994. Sanguinetti je ponovo izabran, a stranka Colorado je ponovo postigla većinu u Parlamentu. Oba predsjednika su nastavila provoditi ekonomske promjene, među kojima je nacionalizacija banaka uvelike pripomogla ostvarivanju gospodarske stabilnosti, uvođenje demografskih i rodnih poticaja te dječjih doplataka, ulaganja u obrazovanje, zdravstvo i znanost te umjerenu i kontroliranu liberalizaciju društva.
Opći izbori u Urugvaju 1999. provedeni su u okrilju novog načina glasovanja i prebrojavanja mandata izglasanog u amandmanu izbornog zakona još 1996. godine. Promjena izbornog zakona najviše je išla na ruku ljevičarskom političkom savezu Široki front, koji je na izborima osvojio treće mjesto, ali s preko 30% glasova birača. Time je Narodnu stranku i Colorado doveo u pat-poziciju i natjerao ih na suradnju kako bi sastavili Parlament. Sve do 2002., desničarske stranke su odlično surađivale, prvi put nakon gotovo stotinjak godina, da bi te godine skupina ministara Narodne stranke, koja je osvojila drugo mjesto na izborima, prekinuli suradnju. Unatoč tome, stranke su nastavile suradnju te zajedničko provođenje reformi. Problem im je stvaralo blago povećanje deficita i inflacija, koja se pojavila zbog iznimnog rasta brazilskog reala, ponegdje i za više od 11%. Upravo zbog toga što su Urugvaj i Brazil najveći uvozno-izvozni i trgovački suradnici, urugvajski peso je pao za gotovo više od 30% i uzrokovao ranije spomenuti nagli prvo pad, a potom još jači rast cijena.
Tijekom većeg dijela urugvajske povijesti na vlasti su se smjenjivale stranke Colorado i Blanco. Međutim, na izborima 2004. pobijedila je koalicija lijevih stranaka "Široki front" (Frente Amplio) dobivši većinu u oba parlamentarna doma, a njen je kandidat Tabaré Vázquez postao predsjednik s apsolutnom većinom glasova (51,7 % već u prvom krugu). Široki front je pobjedu odnio i na općim izborima 2009. na kojima je njihov predsjednički kandidat José Mujica odnio pobjedu i osvojio predsjednički mandat. Mujica je pobjedu ostvario osvajanjem 54% glasova birača, i time ispunio očekivanja u predizbornim anketama, u kojima je bio i najizgledniji kandidat za novog urugvajskog predsjednika. Dominacija Širokog fronta nastavljena je i na općim izborima 2014., na kojima je stranka osvojila ukupno 65 zastupničkih mjesta s 56,63% glasova birača. 1. ožujka 2015. izabrani predsjednik Tabaré Vázquez položio je zakletvu i time i službeno započeo svoj petogodišnji predsjednički mandat, a od 2020. predsjednik je Luis Alberto Lacalle Pou.

## Zemljopis
S 176.214 km2 površine zemlje i 142.199 km2 vode i malih riječnih otoka, Urugvaj je druga najmanja suverena država u Južnoj Americi (nakon Surinama) te treći najmanji teritorij. Reljef se uglavnom sastoji od brežuljkastih nizina i niskih brdskih lanaca te plodnog obalnog pojasa pokrivenog travom i idealnog za uzgoj goveda i ovaca. Urugvaj ima oko 660 km obale.
Najviši vrh zemlje je Cerro Catedral (514 m). Na jugoistoku Urugvaj izlazi na Rio de la Plata, zajednički estuarij rijeka Urugvaj (koja čini zapadnu granicu zemlje) i Parane koja ne prolazi kroz Urugvaj. Od ostalih rijeka ističe se jedino Rio Negro. Na obali Atlantika nalazi se nekoliko laguna. Montevideo je najjužniji glavni grad u Americi, a treći najjužniji na svijetu (samo se Canberra i Wellington još južnije).
Klima je u Urugvaju umjerena, ali prilično topla pa su temperature ispod nule praktički nepoznate. Zbog ravnog reljefa zemlja je izložena brzim premještanjima vremenskih fronti, te pamperu, hladnom i povremenom vrlo jakom vjetru koji puše s argentinskih pampa. U Urugvaju postoj deset nacionalnih parkova.
Riječna mreža je gusta i obilna vodom. Gotovo 2/3 Urugvaja odvodnjava se rijekom Urugvaj, kojoj je najveći pritok Río Negro. Manji dio voda otječe u jezero Mirim (Merín) i u estuarij La Plate. Plovne rijeke su samo Urugvaj i Río Negro. Veća su jezera Mirin i Río Negro. Najveći dio Urugvaja pokriva savana s galerijskim šumama duž rijeka. Suptropske šume po riječnim dolinama i pristrancima pobrđa u unutrašnjosti sastoje se uglavnom od mimoza, mirta i lovora. U istočnome primorju na pješčanim dinama rastu lovori i eukaliptusi.

## Okoliš

### Flora
Flora Urugvaja ima više od 2.500 različitih biljnih vrsta raspoređenih u oko 150 porodica (familia). Oko 80% Urugvaja čine prerije s prevladavajućim niskim travama i grmljem. Iako je prerija u Urugvaju slična argentinskoj travnatoj Pampi, vegetacija se razlikuje.
U unutrašnjosti su šumska područja rijetka i zauzimaju male površine, dok je na obali Atlantskog oceana prevladavajuća makija sa sredozemnim biljnim vrstama kao što su lovor, maslina i smokva. Te biljne vrste uvelike su koriste u poljoprivrednoj proizvodnji ulja, agruma i začini. Iako je šumskih područja malo, tropske šume su sjenovite i prepune različitih grmova i stabala te prizemnica, koje pritom omogućavaju život mnogim kukcima, vodozemcima i pticama. Eukaliptus je česta biljka u šumama, a prenesena je iz Australije u 19. stoljeću. Mnoge biljne vrste donijeli su i europski iseljenici tijekom 19. i 20. stoljeća, među kojima su najbrojnije vinske sorte koje su omogućile brži i snažniji razvoj vinogradarstva.
Urugvajski nacionalni cvijet je  Erythrina cristagalli, u narodu često od milja zvan i "Ceibo".
Palme rastu na području departmana Rocha i Paysandú.

### Obnovljiva energija
Približno 95% električne energije kojom se napajaju kućanstva i gospodarski objekti u Urugvaju dolazi iz obnovljivih izvora energije. Kako bi se udio obnovljivih izvora još dodatno povećao država je smanjila namete na obnovljive izvore energije za gotovo 20% u zadnjih deset godina. Jedna od rezultata takve inicijative je znatno smanjenje ugljičnog otiska prosječnog Urugvajca. Zbog tako visokog udjela proizvodnje obnovljive energije, britanski mediji su Urugvaj proglasili jednom od energetski najčišćih zemalja na svijetu. Najviše električne energije dobiva se iz vjetroelektrana. Kako bi održao visoku količinu proizvodnje i potrošnje obnovljive energije, Urugvaj više ne izvozi električnu struju niti ostale energente. Zanimljivo je da je do 2008. godine trećinu uvoza činila nafta, ali je iste godina Parlament Urugvaja donio zakon o regulaciji uvoza energenata i početak izgradnje hidro i vjetroelektrana. Urugvaj uopće ne uvozi nuklearnu energiju, a energija iz hidroelektrana sve se više mijenja za solarnu energiju, koja je još manje štetna za okoliš, posebno rijeke. zbog uspješne energetske tranzicije, mnogi Urugvaj nazivaju i "energetskim liderom", a WWF je Urugvaj 2014. godine proglasio "zelenim liderom". Jedan od glavnih razloga uspjeha ovakve energetske politike transparentno donošenje odluka, poticajna zakonska regulativa i snažno partnerstvo privatnog i javnog sektora. Stvaranje povoljnih i stabilnih uvjeta privuklo je novac investitora u projekte obnovljive energije i time rasteretilo Parlament od dijela financiranja projekata.

## Politika
Urugvaj je predstavnička demokratska republika s predsjedničkim sustavom. Članovi vlade biraju se na razdoblje od pet godina. Zakonodavnu vlast ima dvodomna Opća skupština (Asamblea General) koja se sastoji od 30-članog senata (Cámara de Senadores) kojim predsjeda potpredsjednik Republike i 99-članog zastupničkog doma (Cámara de Representantes). Mandat zastupnika oba doma, izabranih na općim izborima, traje 5 godina.
Ustavom iz 1967. godine stvorena je institucija predsjednika, uravnotežena zakonodavnom i sudbenom vlasti, slično kao u SAD-u. Predsjednik je istovremeno šef države i vlade, a bira ga se na općim izborima, zajedno s potpredsjednikom, na razdoblje od 5 godina. Vladu (kabinet) čini 13 ministara koje imenuje predsjednik.
Najviši sud u zemlji je Vrhovni sud; pod njim su prizivni i niži sudovi te mirovni suci. Usto postoje tri izborna i upravna suda, proračunski sud i vojni sudovi. Uz Urugvajski izborni sud, izbore nadziru i provode i Republičko sveučilište u Urugvaju, Nacionalna udruga prosvjetnih radnika i Državna banka za društveno osiguranje.
U anketi iz 2010. godine, koju je proveo Latinobarómetro, rezultati pokazuju kako su u Latinskoj Americi, Urugvajci daleko najviše zadovoljni načinom na koji demokracija funkcionira u Republici.
Tijekom većeg dijela urugvajske povijesti na vlasti su se smjenjivale stranke Colorado i Blanco. Međutim, na izborima 2004. pobijedila je koalicija lijevih stranaka "Široki front" (Frente Amplio) dobivši većinu u oba parlamentarna doma, a njen je kandidat Tabaré Vázquez postao predsjednik s apsolutnom većinom glasova (51,7% već u prvom krugu).
Dominacija Širokog fronta nastavljena je i na općim izborima 2014., na kojima je stranka osvojila ukupno 65 zastupničkih mjesta s 56,63% glasova birača. 1. ožujka 2015. izabrani predsjednik Tabaré Vázquez položio je zakletvu i time i službeno započeo svoj petogodišnji predsjednički mandat.

### Upravna podjela
Urugvaj je podijeljen na 19 departmana (špa. departamento), čija lokalna administracija replicira podjelu izvršne i zakonodavne vlasti. Svaki departman bira svoje vlasti kroz opće pravo glasovnog sustava. Na čelu svakog od 19 departmana stoji intendant.
| Departman      | Glavni grad            | Područje (km2) | Stanovništvo (2011.) |         |         |        |        |
| -------------- | ---------------------- | -------------- | -------------------- | ------- | ------- | ------ | ------ |
| Departman      | Glavni grad            | Područje (km2) | Stanovništvo (2011.) | Artigas | Artigas | 11.928 | 73.378 |
| Canelones      | Canelones              | 4.536          | 520.187              |         |         |        |        |
| Cerro Largo    | Melo                   | 13.648         | 84.698               |         |         |        |        |
| Colonia        | Colonia del Sacramento | 6.106          | 123.203              |         |         |        |        |
| Durazno        | Durazno                | 11.643         | 57.088               |         |         |        |        |
| Flores         | Trinidad               | 5.144          | 25.050               |         |         |        |        |
| Florida        | Florida                | 10.417         | 67.048               |         |         |        |        |
| Lavalleja      | Minas                  | 10.016         | 58.815               |         |         |        |        |
| Maldonado      | Maldonado              | 4.793          | 164.300              |         |         |        |        |
| Montevideo     | Montevideo             | 530            | 1.319.108            |         |         |        |        |
| Paysandú       | Paysandú               | 13.922         | 113.124              |         |         |        |        |
| Río Negro      | Fray Bentos            | 9.282          | 54.765               |         |         |        |        |
| Rivera         | Rivera                 | 9.370          | 103.493              |         |         |        |        |
| Rocha          | Rocha                  | 10.551         | 68.088               |         |         |        |        |
| Salto          | Salto                  | 14.163         | 124.878              |         |         |        |        |
| San José       | San José de Mayo       | 4.992          | 108.309              |         |         |        |        |
| Soriano        | Mercedes               | 9.008          | 82.595               |         |         |        |        |
| Tacuarembó     | Tacuarembó             | 15.438         | 90.053               |         |         |        |        |
| Treinta y Tres | Treinta y Tres         | 9.529          | 48.134               |         |         |        |        |
| Ukupno         | —                      | 175.016        | 3.286.314            |         |         |        |        |

Bilješka:
1. ↑  (šp.) Ne obuhvaća 1.199 km2 umjetnog jezera na rijeci Rio Negro (PDF). Inačica izvorne stranice (PDF) arhivirana 6. studenoga 2013. Pristupljeno 13. rujna 2013.

### Vojska
Urugvajska vojska nalazi se pod izravnim zapovjedništvom urugvajskog predsjednika, koji je i vrhovni zapovjednik oružanih snaga, te pod upravom ministra obrane. Urugajska vojska ima 14.000 vojnika unutar kopnene vojske, 6.000 unutar ratne mornarice i 3.000 unutar ratnog zrakoplovstva. Vojni rok po zakonu nije obvezujući, a služenju privremenog vojnog roka (na 3, 6 ili 12 mjeseci) mogu pristupiti državljani Urugvaja stariji od 18 godina odnoso svi oni koji su zakonski punoljetni. U slučaju rata Parlament Urugvaja može izglasati hitnu mobilizaciju određenog broja građana u svrhu vojne službe.
Od svibnja 2009. homoseksualcima je omogućeno služenje vojnog roka nakon što je ministar obrane potpisao izmjenu zakona o pristupanju vojnoj ilipolicijskog sužbi od strane građana. Unatoč tome, bilo je beznačajno malo upita od strane takvih osoba za služenje vojnog roka. Krajem fiskalne godine 2010., Sjedinjene Američke Države osigurale su Urugvaju 1,7 milijuna američkih dolara novčane vojne pomoći, uključujući i 480.000 dolara za obučavanje i obrazovanje vojnika.
Urugvaj je prva zemlja na svijetu po broju “mirovnjaka”, kojih pošalje u Plave kacige, vojsku UN-a. Urugvaj je poslao ukupno 2.513 vojnika i 10 zapovjednika u mirovne misije u Africi, Bliskom Istoku i Kavkazu. Od toga broja, njih 1.136 je tijekom veljače 2010. poslano u mirovnu misiju na Haiti (MINUSTAH) i 1.360 vojnika u DR Kongo (misija MONUC).

## Gospodarstvo
Urugvajsko gospodarstvo karakteriziraju izvozno orijentiran poljoprivredni sektor, dobro obrazovana radna snaga, visoka razina državne potrošnje i razvijeni sektor industrije. Nakon što je u razdoblju od 1996. do 1998. bilježilo prosječni godišnji rast od 5%, gospodarstvo je u godinama između 1999. i 2001. osjetilo negativne učinke smanjene potražnje u Argentini i Brazilu kamo odlazi polovica urugvajskog izvoza. Unatoč ozbiljnim potresima u vanjskoj trgovini, urugvajski su financijski pokazatelji ostali stabilnijima nego kod njegovih susjeda, što je odraz čvrste reputacije među investitorima i investicijskog rejtinga državnih obveznica, jednog od dva takva u Južnoj Americi. U zadnjih nekoliko godina Urugvaj je usmjerio svoje napore na razvoj informatičke industrije i postao najvećim latinoameričkim izvoznikom softvera.
Iako su neki dijelovi gospodarstva izbjegli veću krizu, obični građani Urugvaja jako su pogođeni gospodarskim problemima; nezaposlenost se popela na iznad 20%, realne su se plaće smanjile, peso je devalvirao, a stopa siromaštva dosegnula je gotovo 40%. Ovakvo pogoršanje ekonomskih prilika dovelo je do pada popularnosti urugvajske vlade koja je tijekom 1990-ih zastupala politiku slobodnog tržišta, te neuspjeha referenduma o privatizaciji državne naftne i vodoopskrbne tvrtke 2003. odnosno 2004. Novoizabrana vlada Širokog fronta (Frente Amplio) obećala je pokrenuti programe javnih radova kako bi ubrzala zapošljavanje i smanjila siromaštvo, ali nije odustala od redovite otplate urugvajskog vanjskog duga.
Početkom 2005., Urugvaj je bio jedina zemlja Južne Amerike koja je izvozila računala i informatike proizvode. Ujedno je i jedna d rijetkih zemalja koja je tijekom 2000-ih uspjela smanjiti udio uvoza i povećati udio izvoza, a da se to ne odrazi loše na gospodarstvo. Između 2004. i 2008. Urugvaj je imao rast gospodarstva od 6,7% Nakon što je porez smanjen s 33% na 21,7% u srpnju 2008., rast javne potrošnje gotovo se udvostručio. Jedina je latinoamerička zemlja koja nije doživjela gospodrstki krah, a recesija je trajala svega dva tromjesečja. Jedna je od zemalja s najnižom stopom nezaposlenosti u Amerikama, koja se godišnje mijenja od 4,5% do 6,1%. Tijekom 2010. urugvajska industrijska proizvodnja rasla je za oko 10%, a ukupni Bruto domaći proizvod za oko 4% (u najlošijem tromjesečju). Urugvaj je zemlja koja nema gubitaka ni u javnim službama, a u uslužnom području poslovanja ostvaruje se dobit od preko 21,85 milijardi dolara godišnje., što čini 59,5% urugvajskog BDP-a.

### Poljoprivreda
Urugvajska poljoprivreda proizvodi za svoje potrebe, a višak u iznosu 9,3% usmjeren je isključivo na izvoz u (veće) susjedne zemlje. U poljoprivredi je zaposleno 13% ukupne radne snage, što za razvijenu zemlju nije teret (kako se smatra, 6-7% bilo bi najbolje), već politika poticanja OPG-ova koju provode sve političke opcije. Najviši udio od 56,9% u poljoprivredi, prema analizama Državnog statističkog zavoda i Ministarstva poljoprivrede i gospodarstva, drže stočarstvo i govedarstvo. To je i istiniti odraz urugvajske poljoprivrede, koja se zbog manjka obradivih površina za voće i povrće okrenula uzgoju životinja. Najviši udio u proizvodnji žitarica ima riža, gotovo 83%, što je i više od nekih zemalja u Indokini.
Prema podatcima južnoameričkih poljoprivrednih zavoda, Urugvaj je 9. na svijetu prema količini proizvedene soje, 12. po vuni, 14. po konjskom mesu, 17. po uzgojenim nasadima dunja. Većina poljoprivrednih gospodarstva, njih 25 od 40 tisuća (preko 60 %), čine manja (obiteljska) gospodarstva koja zapošljavaju 65 % svih radnika i ostvaruju više od jedne polovine prihoda od poljoprivrede. Također, OPG-ovi imaju najviši udio u porezu, unatoč tome što najveći dio novčanog kapitala drže velike korporacije. OPG-ovi proizvode 12 % svih žitarica i povrća, 2 % svinjetine i 11 % mliječnih proizvoda. Glavni izvozni proizvod je govedina, od koje se zaradi milijarda američkih dolara godišnje – na jednog Urugvajca dolazi 3,8 stočnih poljoprivrednih gospodarstava.
Unatoč tome što u Urugvaju ima 12 milijuna stočnih farmi, njih 54 % nalazi se u rukama 11 % poljoprivrednika, koji po farmi nemaju više od 500 grla stoke. S druge strane, 38 % poljoprivrednika jedva je konkurentno i sa 100 grla koje prema zakonu mogu imati.
Najveća poljoprivredna tvrtka u Urugvaju je Union Agriculture Group, s više od 100 stočarskih pogona na 180.000 hektara.  Tvrtka u zakupu ima 1 % ukupnih poljoprivrednih površina u Urugvaju i oko 85.000 grla divljih goveda. Tvrtka je 2008. osnovana za proizvodnju borovnica, a ubrzo je poslovanje proširila i na uzgoj riže, soje i žitarica te stočarstvo i govedarstvo. Osim što veći dio proizvoda sama proizvodi, jedan dio otkupljuje i od obiteljskih poljoprivrednih gospodarstava diljem zemlje. Tvrtka se bavi i prijevozom poljoprivrednih dobara te njihovim plasmanom na domaće tržište.
Sredinom 1950-ih bilo je u Urugvaju 6 000 000 goveda i 25 000 000 ovaca, koje su godišnje davale 100 000 tona vune. Tada je to bila država čije je stanovništvo jelo najviše mesa, godišnje na osobu 115 kg. Seoski radnici živjeli su isključivo od ovčjeg mesa, a svaka obitelj pojela bi godišnje stotinjak ovaca. Samo oko 8 % površine je obrađivano, a uzgajani su povrće, žito i uljani plodovi. U Montevideu je izlazilo preko 15 dnevnih listova, a bilo je 20 radio-postaja.

### Promet

#### Pomorski promet
Pomorska luka Montevideo, smještena u Montevidejskom zaljevu, najveća je i najvažnija urugvajska pomorska luka.
S 1,1 milijun prevezenih sanduka i kontejnera godišnje, najprometnija je pomorska luka u cijeloj Južnoj Americi. S 9 dizalica i razvijenom infrastrukturom, to je i najmodernija luka Južne Amerike, mnogo ispred brazilskih i argentinskih luka, koja u jednom satu natovrani između 720 i 900 kontejnera. Druga najveća pomorska luka, Nueva Palmira, nalazi se na kranjem jugozapadu zemlje, gdje je upravo nakon izgradnje luke značajno podignut standard života. Nueva Palmira čini preko 80% dobiti od poreza departmana Soriano, čime je postala neophodna za ikakav daljnji razvoj grada.

#### Zračni promet
Zračni promet je uz cestovni, najrazvijenija grana urugvajskog prometa. Međunarodna zračna luka Carrasco, najveća u zemlji, otvorena je 1947. godine s putničkim terminalom. Kasnije je luka prošitila svoje poslovanje i na poštanski i robni promet. Godine 2003. urugvajska vlast prenijela je administraciju, upravljanje i održavanje zračne luke na privatnu investicijsku grupi Puerta del Sur SA, koja je 2007. započela graditi novi terminal prema nacrtima arhitekta Rafaela Vinolya. Proširenje luke završeno je 5. listopada 2009., kada je zračna luka ponovno svečano otvorena. Britanski avijatički časopis »Frontier«, novi terminal proglasio je jednim od najljepših na svijetu, a luku jednom od najboljih na svijetu. Godišnje, kroz zračna luka prođe 4,5 milijuna putnika, čime je jedna od posjećenijih u Južnoj Americi.
U Urugvaju ima 8 međunarodnih zračnih luka s komercijalnim letovima, 3 vojne i 4 područne zračne luke. Vojne zračne luke koristi Urugvajsko ratno zrakoplovstvo, a podrune zračne luke služe za letove unutar zemlje (prema Montevideu ili turističkim mjestima kao Punta del Este).

### Telekomunikacije
Urugvaj je država s najrazvijenijom mrežom prijenosa podataka i telekomunikacija u cijeloj Južnoj Americi. Još 1997. u Urugvaju je dovršena izgradnja telefonskih linija i cjelokupne mobile infrastrukture. Početkom 2010-ih sva područja zemlje opremljena su svjetlovodima (optičkim vlaknima) koja su omogućila nesmetano pružanje internetskih usluge u cijeloj zemlji. Iako se telekomunikacijski sustav nalazi u javnom vlasništvu, tijekom 1990-ih bilo je neuspješnih pokušaja privatizacije.
Državno poduzeće za pružanje telekomunikacijkih usluga je ANTEL. Iako je bio osnovan tijekom razdoblja svevlašća (diktature), i dan danas se nalazi u vlasništvu Parlamenta pružajući jedinstvene usluge u Urugvaju. Sjedište tvrtke nalazi se u Montevideu, u poznatom neboderu Torre Antel, i najskupljoj građevini u zemlji čija je izgradnja koštala 102 milijuna američkih dolara. To je i najveći neboder u Urugvaju s površinom od gotovo 20.000 četvornih metara.

### Vodovodna mreža i čistoća
Urugvaj je jedina zemlja Južne Amerike koja je postigla željeni postotak čistoće i kvalitete vode u vodovodima. Uz čistoću vode, ima najvišu stopu čistoće građana te najamanji broj zaraza i bolesti izazvanih nečistim okruženjem. Zahvaljjući visokim standardima i osnovnim vrijednostima kojima se nastoji održati razina pitkosti vode, Urugvaj je i zemlja s najboljom prevencijom od onečišćenja voda i razumnog trošenja vodenih izvora. Oko 70% vode koristi se za higijenske potrebe, dok se ostatak koristi uglavnom za piće. Sva veća mjesta imaju vlastitu kanalizaciju i pročišćivače vode, dok ona manja mjesta (uglavnom ispod 2.000 st.) dobivaju vladine poticaje za pročišćavanje divljih nakupina ljudskog otpada i izgradnju kanalizacijski sustava.

## Demografija
Većina Urugvajaca je europskog podrijetla; više od 87,7 % stanovništva tvrdi da su europskog podrijetla, u popisu stanovništva iz 2011. godine. Većina Urugvajaca europskog podrijetla su potomci imigranata iz 19. i 20. stoljeća iz Španjolske i Italije (oko jedna četvrtine stanovništva je talijanskog podrijetla), te u manjoj mjeri iz Francuske, Njemačke i Velike Britanije. Raniji doseljenici su migrirali iz Argentine. Ljudi afričkog podrijetla čine oko 4,6 % od ukupnog stanovništva.
Procjenjuje se da je od 1963. do 1985. godine emigriralo oko 320.000 Urugvajaca. Najpopularnija odredišta za urugvajske iseljenike su Argentina, a slijede je SAD, Australija, Kanada, Španjolska, Italija i Francuska. Godine 2009., po prvi put u 44 godine, zemlja je doživjela ukupan pozitivan priljev kada se uspoređuju useljavanje i iseljavanje. Iste godine je dodijeljeno 3.825 dozvole boravka, u usporedbi s 2005. godinom kada ih je izdano 1.216. Oko 50% novih zakonskih stanovnika dolazi iz Argentine i Brazila.
Stopa rasta stanovništva u Urugvaju je znatno niža nego u drugim zemljama Latinske Amerike. Dobna struktura stanovništva je prilično nepovoljna zbog niskog nataliteta, visoke očekivane životne dobi i velike emigracije mladih. Četvrtina stanovništva Urugvaja ima manje od 15 godina, a oko šestina njih su u dobi od 60 i više godina. Glavni grad Montevideo je jedini veliki grad, s oko 1,9 milijuna stanovnika, ili više od polovine ukupnog stanovništva zemlje. Ostatak gradskog stanovništva živi u 30-ak gradova.

### Zdravstvo
Statistike u usporedbi na ostale zemlje svijeta:
- Stopa fertiliteta – 140., 1.89 po ženi
- Stopa nataliteta – 157., 13,91 na 1000 ljudi
- Smrtnost dojenčadi – 128., 1 na 1000 živorođene djece
- Stopa smrtnosti – 84., 9,16 na 1000 ljudi
- Očekivano trajanje života – 47., 76,4 godina
- HIV/AIDS stopa – 108., 0,30 %

### Jezik
Urugvajski španjolski ima neke preinake zbog značajnog broja talijanskih useljenika. Imigranti su koristili mješavinu talijanskog i španjolskog govora poznatu i kao 'cocoliche'. Engleski jezik je uobičajen u poslovnom svijetu, a studiranje samog jezika je značajno poraslo u posljednjih nekoliko godina, posebno među mladima. Ostali jezici su portugalski i portuñol (mješavina španjolskog i portugalskog). Oba se govore u sjevernim krajevima blizu brazilske granice. Iako je postojalo više grupa autohtonih stanovnika, nijedan njihov jezik nije ostao u uporabi do danas.

### Religija
Religija u Urugvaju postoji u sklopu više vjerskih zajednica, a većina stanovništva su rimokatolici. Ustavom koji je prihvaćen 1917., a bio je na snazi od 1918., država je sekularizirana te je Crkva odvojena od države. Urugvaj se smatra najsekularnija država u Americi.
Prema najnovijem službenom istraživanju oko 58,1 % Urugvajaca se definiraju kao kršćani (47 % katolici, 11,1 % protestanti), a oko 40,89 % stanovništva izjašnjava se kao bez religije (23,2% "vjeruje u Boga, ali bez religije", 17,2 % ateisti ili agnostici), 0,6% sljedbenici Umbanda ili drugih afričkih religija, 0,5% Židovi, 0,1% budisti i 0,4 % "drugi". Ustav iz 1830. godine proglašava katoličanstvo državnom religijom. 
Urugvaj je najviše ateistička zemlja u Latinskoj Americi te druga s najnižim postotkom katolika u svojoj populaciji. U Urugvaju se odvija ubrzani proces sekularizacije. U razdoblju od 1996. do 2011. broj agnostika i ateista porastao je s 18 na 38 %.

### Hrvati u Urugvaju
Po poznatim pisanim dokumentima, prvi hrvatski iseljenik u Urugvaj bio je Šime Matulić 1790. godine, s otoka Brača. Oko 1820. godine Juan (Ivan) Nicola (Grško) dolazi u Urugvaj iz sela Selca te se vremenom etablira kao renomirani trgovac. Najpoznatija su imena hrvatskih emigranata u Urugvaju publicist Eduardo R. Antonich (hrv. Antonić), slikarica Elena Rivero Vidovich (hrv. Vidović), pjesnikinja Sonja Vidovich Imhof. Trag urugvajskih Hrvata je Arboretum Lussich kojeg je utemeljio Antonio Lussich.
Danas su Hrvati u Montevideu, glavnom gradu Urugvaja, ujedinjeni u Hrvatskom domu "Hogar Croata de Montevideo – Uruguay" u kojemu se često sastaju i njeguju tradicijske vrijednosti svoje stare domovine. Pretpostavlja se da je u Urugvaj, Paragvaj i Boliviju emigriralo oko 8000 Hrvata. Knjigu na španjolskom jeziku, o Hrvatima o Urugvaju, napisao je i izdao 2005. godine urugvajski Hrvat, Eduardo R. Antonich (hrv. Antonić): "Croacia y los Croatas en Uruguay" (hrv.: "Hrvatska i Hrvati u Urugvaju").
Prema scenariju Ninoslava Lovčevića, snimatelj Branko Cahun je 2010. godine snimio dokumentarni film Urugvajski Hrvati u trajanju od 24-25 minuta, koji govori o hrvatskom iseljeništvu u Urugvaju.

### Ostali narodi
Osim Hrvata, u Urugvaju žive i potomci ostalih europskih naroda kao, većinom Španjolci i Talijani, a manje Francuzi, Nijemci i Slaveni (Srbi). Prema popisu iz 2011. Afroamerikanci i mulati čine 4,6%, a Indijanaci 2,3% stanovništva, a ostalih je oko 5 %.

## Obrazovanje
Obrazovanje u Urugvaju je sekularno, besplatno, i obavezno koje traje 14 godina, počevši od 4. godine života. Sustav je podijeljen na šest stupnjeva obrazovanja: rano djetinjstvo (3–5 godina); primarna (6–11 godina); osnovna srednja (12-14 godina); gornji sekundarni (15–17 godina); visoko obrazovanje (18 i više); i poslijediplomsko obrazovanje.
Javno obrazovanje odgovornost je triju institucija: Ministarstva prosvjete i kulture, koje koordiniraju obrazovne politike, Nacionalne uprave za javno obrazovanja koje formulira i provodi politike ranog i srednjeg obrazovanja i Republičko sveučilište, koje je nadležno za visoko obrazovanje. U 2009. godini vlada je uložila 4,5% BDP-a u obrazovanje.
Urugvaj je visoko rangiran na standardiziranim testovima (PISA), ali je ispod prosjeka s ostalid zemljama OECD-a, a također je ispod nekih zemalja sa sličnim nivoima prihoda. U PISA-inom testu 2006. godine, Urugvaj je imao jedno od najvećih standardnih odstupanja među školama, što predstavlja značajnu varijabilnost prema socio-ekonomskoj razini.
Urugvaj je dio projekta One Laptop per Child, a 2009. godine postala je prva zemlja na svijetu koja je osigurala prijenosno računalo za svakog učenika osnovne škole, u sklopu plana Ceibal. Tijekom razdoblja od 2007. do 2009. u program je bilo uključeno 362.000 učenika i 18.000 učitelja, a oko 70% prijenosnih računala poklonjeno je djeci koja nisu imala računala kod kuće.

## Kultura
Urugvajska kultura razvila se pod utjecajem miješanja indijanske i europske (najviše španjolske) kulture koje su sa sobom donosili useljenici. Veliki utjecaj ostavila je i tradicija posvećena gaučima, koja je utkana u urugvajsku književnost, običaje, usmenu predaju i kulturnu ostavštinu.

### Likovna umjetnost
Najznačaniji i međunarodno najpoznatiji urugvajski likovni umjetnik jest Carlos Páez Vilaró, koji je koristeći se starim tehnikama urugvajskih indijanaca i načinima gradnje starih civilzacija (oaza u Timbuktu i Mikonos) stvorio svoje najveće i najcjenjenije djelo – svoju kuću (koja je ujedno i hotel i muzej) i atelje Casapueblo. Atelje je najposjećenije kulturno dobro u Urugvaju, a poznato je i među arhitektima u cijelom svijetu kao odličan primjer višekulturološke i višefunkcionalne građevine. Poznati slikar Juan Manuel Blanes djelovao je u vrijeme realizma te stvarao djela na tem urugvajske povijesti. Uz njega, vrlo je cijenjen i Pedro Figari, modernistički i postimpresionistički slikar, odvjetnik i političar, čija djela odišu raznobojnošću toplih boja.
Od istaknutijih slikara valja spomenuti i Elenu Rivero Vidovich (Vidovć), slikaricu i restauratoricu hrvatskog podrijetla, čija su djela zaštićena i proglašena od nacionalne važnosti.
Od kipara treba spomenuti Juan Manuela Ferrarija (Rodinovog učenika), konstruktivista Gonzala Fonseca, Salustiana Pintosa te Eduardoa Díaza Yepesa. A od modernijih umjetnika izdvajaju se Antonio Frasconi (poznat po drvoreznim djelima), Washington Barcala te José Gamarra.

### Filmska umjetnost
Urugvaj ima vrlo malu, ali brzorastuću filmsku industriju. Početci urugvajskog filma vežu od samog početka filma, od urugvajskih premijernih prikazivanja filmova Braće Lumière 18. srpnja 1898. U prvim godinama urugvajska kinematografija vezala se za nacionalnu povijest i političke teme, pa je prvi snimljeni film nosio naslov Mir iz 1904., dokumentarni film o društveno-političkim zbivanjima u Argentini. Prvi nijemi film, koji je usput bio i igrani, nosio je naslov Duše na obali. Režiaro ga je Juan Antonio Borges 1927. Do velike depresije 1929. snimani su i dokumentarni fimovi i igrane drame s temama iz svakodnevnog života, nakon čega, zbog krize, filmografija upada u sedmogodišnje razdoblje bez ijednog snimljenog filma.
Razdoblje od kraja Drugog svjetskog rata pa do početka 1960-ih naziva se »zlatnim dobom urugvajskog filma«. Najpoznatiji film iz tog razdoblja je Detektiv ide krivim putem iz 1949. u kojem su glumili tada najpoznatija urugvajska filmska imena. Prvi puta se film koristi i u svrhe oglašavanja i propagande; Narodna stranka snimila je nekoliko kraćih filmova na temu urugvajske povijesti. 1970-ih dolazi do blage stagnacije i promjene popularnosti žanrova; sve se više snimaju tzv. špageti vesterni, a prikazuju se i oni na talijanskom jeziku.
Završetkom višegodišnje diktature, urugvajski film doživljava novi procvat. Temama se sve više približava Hollywoodu, ali neki autori i dalje nastavljaju snimati na temu urugvajske povijesti, kulture, književnosti i igrane filmove o gaučima, kao vlastiti žanr vesterna. Od novijih autora ističu se Juan Pablo Rebella i njegov međunarodno hvaljeni film Whisky (2003.), koji je bio nagrađen na Fimskom festivalu u Cannesu i redateljica baskijskih korijena Ana Díez, koja je stvarala filmove na temu državnog udara 1973.

### Glazba
Urugvaj ima glazbeni stil sličan glazbi gaučâ, a s Argentinom dijeli ljubav prema tangu od kojih je najpoznatiji "La Lumparsita" kojeg je skladao urugvajski skladatelj
Gerardo Matos Rodríguez. Osim tanga, popularan je ples candomba kojeg su donijeli Afrikanci te se ukorijenio u urugvajsku kulturu, a najčešće se pleše za vrijeme karnevala. Gitara je omiljeni glazbeni instrument, a na popularnom tradicionalnom natjecanju pod nazivom payada, dva pjevača, svaki s gitarom, naizmjenično improviziraju stihove na istu melodiju.
Narodna glazba (ili canto popular) označava osobe koje su ujedno gitaristi i pjevači poput Alfreda Zitarrosa,  Joséa Carbajala (zvanog "El Sabalero"), Daniela Vigliettija, Los Olimareñosi ili Héctora Numu Moraesa. 
U urugvajskoj glazbi može se pronaći i dodiri s karipskim ritmovima (pogotovo u rock 'n' rollu) tzv. tropskoj glazbi (música tropical). Klasična je glazba došla zajedno sa Španjolcima i Portugalcima tijekom kolonizacije, a samostalni izričaj je došao tijekom 20. stoljeća kada djeluju Eduardo Fabini, Vicente Ascone te Héctor Tosar koji su iskoristili latinoamričke glazbene stilove te tako donijeli specifičnosti klasične glazbe.
Od izvođača tanga treba spomenuti o pjevača Julija Sosa, koji djeluje 1930-ih i 1940-ih, a tu je i pjevač Carlos Gardel Franzuc koji je za vrijeme Prvog svjetskoga rata promijenio državljanstvo kako ga francuske vlasti ne bi mogle regrutirati. U blizini Buenos Airesa nalazi se njegova kuća u kojoj je sada muzej posvećen njemu.
Tijekom 1960-ih Beatlesi odlaze na turneju po Južnoj Americi te tako nastupaju i u Urugvaju. Tih se godina u urugvaju razvijaju mnogi rock sastavi poput: Los Shakersa ili  Los Mockersa koji su pjevali na engleskom jeziku, a utjecali su i na sastave u Argentini.  Od novijih izvođača posebno treba naglasiti Jorgea Drexlera koji je napisao glazbu za film Dnevnik s motocikla te dobio Oscara za pjesmu Al otro lado del río.

### Književnost
José Enrique Rodó, modernistički esejist i najveći južnoamerički filozof svih vremena, ostavio je neizbrisiv trag u urugvajskoj književnosti zbog čega se smatra najvećim urugvajskim književnikom u povijesti. Osim što je utjecajni predstavnik modernizma težio je obnovi klasicizma i antičkih životnih vrijednosti. Urugvajska književnost vrlo je popularna u Brazilu, Argentini i Sjedinjenim Američkim Državama, gdje postoji značajno zanimanje među povjesničarima i književnim kritičarima.
Među dramatičarima koji su mijenjali latinoameričku kazališnu scenu ističe se Florencio Sánchez, čiji su poznati i cijenjeni radovi zasjenila samo njegova anarhistička uvjerenja.
Najveći procvat u urugvajskoj književnosti dogodio se tijekom romantizma, čiji su značaniji predstavnici pjesnik Juan Zorrilla de San Martín, inače poznati pisac poema o urugvajskoj povijesti, književnice Juana de Ibarbourou, Delmira Agustini i Idea Vilariño (članice Genracije '45) i pisci kratkih priča Horacio Quiroga i Juan José Morosoli (priznati dječji pisac).
Najraširenija književna vrsta među urugvajskim književnicima je esej, bilo politički, povijesni, znanstveni ili kritički. Djela urugvajskih autora uglavnom se prevode na engleski (za američko tržište), portugalski (za brazilsko tržište), francuski i talijanski (zbog brojne talijanske manjine u Urugvaju).
Međunarodno najpriznatiji urgvajski književnik 20. stoljeća jest Eduardo Galeano, koji je pisao o utjecajima ratova i diktatura na društvo, urugvajskoj povijesti, a djela su mu prodana u višemilijunskim nakladama i brojnim ponovljenim izdanjima. Naziva se i "književnim divom južnoameričke ljevice".

### Šport
Nogomet je uvjerljivo najpopularniji i najigraniji šport u Urugvaju. Upravo je prva međunarodna utakmica izvan okvira Ujedinjenog Kraljevstva odigrana u srpnju 1902. između nogometnih reprezentacija Argentine i Urugvaja. Urugvajska nogometna momčad osvojila je olimpijski zlata na igrama 1924 u Parizu i 1928. u Amsterdamu.
Urugvaj je bio domaćin prvog svjetskog prvenstva u nogometu te postao i njegov prvi pobjednik. Drugi naslov prvaka svijeta osvojio je na prvenstvu 1950. u Brazilu, gdje je u završnici porazio domaćina pred vlastitim gledateljstvom. Time je Urugvaj postao, površnom i brojem stanovnika, najmanja država na svijetu koja je osvojila Svjetsko prvenstvo u nogometu. Također, Urugvaj je zemlja s najviše osvojenih Copa America. Više od 40 godina nakon osvajanja posljednjeg svjetskog prvenstva, na svjetskom prvenstvu 2010. u Južnoj Africi, momčad se plasirala u poluzavršnicu natjecanja pobijedivši momčad Gane na jedanaesterce i prekinuvši time niz vrlo loših ostvarenja.
Tijekom 2000-ih Urugvaj je u zemlje Južne Amerike (uglavnom Argentina i Brazil) "prodao" 1.414 svojih nogometaša, te se taj trend nastavio i u sljedećem desetljeću. Parlament Urugvaja je 2010. donio izmejene zakona kojima je ograničen izvoz športaša, posebice nogometaša, koji mogu otići igrati za klub u stranoj zemlji samo ako ispune uvjete koje je zadao Urugvajski nogometni savez. Najuspješniji nogometni klubovi su C.A. Peñarol i Club Nacional de Football, između kojih se igra tzv. "urugvajski derbi".
Donosioci nogometu u Urugvaj su britanski mornari i radnici na željeznici, koji su imali i svoj vlastiti klub – Central Uruguay Railway Cricket Club (C.U.R.C.C.) u Montevideu. Britanci su donijeli i kriket i ragbi, vrlo popularan šport s vlastitim ligaškim natjecanjem. Urugvaj ima i svoje rukometno i košarkašku reprezentaciju te reprezentaciju u hokeju na travi.

## Knjižna građa

### Na engleskom jeziku
- Andrew, G. R., Blackness in the White Nation: A History of Afro-Uruguay, The University of North Carolina Press, 2010.
- Behnke, A., Uruguay in Pictures, Twenty First Century Books, 2009.
- Box, B., Footprint Focus: Uruguay, Footprint Travel Guides, 2011.
- Burford, T., Bradt Travel Guide: Uruguay, Bradt Travel Guides, 2010.
- Canel, E., Barrio Democracy in Latin America: Participatory Decentralization and Community Activism in Montevideo, The Pennsylvania State University Press, 2010.
- Clark, G., Custom Guide: Uruguay, Lonely Planet, 2008.
- Jawad, H., Four Weeks in Montevideo: The Story of World Cup 1930, Seventeen Media, 2009.
- Lessa, F. and Druliolle, V. (ur.), The Memory of State Terrorism in the Southern Cone: Argentina, Chile, and Uruguay, Palgrave Macmillan, 2011.
- Mool, M, Budget Guide: Buenos Aires and Montevideo, Cybertours-X Verlag, 2009.

### Na njemačkom jeziku
- Thimmel, Stefan (ur.), Uruguay: ein Land in Bewegung, Berlin i Hamburg: Assoz. A, 2010., ISBN 978-3-935936-74-3
- Hesse-Wartegg, Ernst von: Zwischen Anden und Amazonas: Reisen in Brasilien, Argentinien, Paraguay und Uruguay, Paderborn: Salzwasser Verlag, 2011., ISBN 978-3-86195-986-1
- Thomas Fischer, Die Tupamaros in Uruguay. Das Modell der Stadtguerilla, Wolfgang Kraushaar (ur.): Die RAF und der linke Terrorismus, 2. svezak, Hamburger Edition, Hamburg, 2006., ISBN 978-3-936096-65-1, str. 736-750
- Günther Wessel, Uruguay. Reiseführer mit Landeskunde, Mai, Dreieich, 1996., 5. svezak, ISBN 3-87936-229-7
- Ulrich Brand, Marlis Gensler, Stefan Thimmel, Argentinien und Uruguay. Länderkunde und Reisehandbuch für Kultur- und Naturreisende, Peter Meyer Verlag, Frankfurt na Majni, 1999., ISBN 3-922057-69-1
- Alfred von Metzen, Deutsche Siedlungen in Norden Uruguays, Elwert, Marburg, 1983., ISBN 3-7708-0755-3
- Christoph Wagner, Politik in Uruguay 1984–1990. Probleme der demokratischen Konsolidierung, LIT, Münster und Hamburg, 1991., ISBN 3-89473-099-4
- Christoph Wagner, Das politische System Uruguays; Klaus Stüwe, Stefan Rinke (ur.), Die politischen Systeme in Nord- und Lateinamerika, VS, Wiesbaden, 2008., ISBN 978-3-531-14252-4

### Na španjolskom jeziku
- Jorge Bossi, Recursos minerales del Uruguay, Ediciones Daniel Aljanati, Montevideo, 1978.

## Vanjske poveznice
- Portal urugvajske vlade  Arhivirana inačica izvorne stranice od 9. kolovoza 2011. (Wayback Machine)
- Matica iseljenika  Arhivirana inačica izvorne stranice od 18. siječnja 2012. (Wayback Machine) Španjolska Croatica u Argentini, Venezueli, Peruu i Urugvaju
- Matica iseljenika[neaktivna poveznica] Španjolska Croatica u Urugvaju
- Matica iseljenika  Arhivirana inačica izvorne stranice od 11. ožujka 2007. (Wayback Machine) Održana tribina i predstavljena knjiga "Hrvatska i Hrvati u Urugvaju"
- Urugvaj Hrvatska enciklopedija LZMK
- Urugvaj – Proleksis enciklopedija
- Infoplease.com – Povijest, gospodarstvo i zemljopis Urugvaja (engl.)
- Lonley Planet – zbirka slika prirode i građevina u Urugvaju (engl.)
- Urugvaj na stranicama Svjetske banke (engl.)
- Hrvatsko iseljeništvo u Urugvaju na stranicama Ministarstva vanjskih i europskih poslova  Arhivirana inačica izvorne stranice od 12. svibnja 2016. (Wayback Machine)